# Walter Venning
Sir Walter King Venning, GCB, CMG, CBE, MC (* 17. Januar 1882 in London; † 19. Juni 1964 in Sturminster Newton, Dorset, England) war ein britischer Offizier und zuletzt General der British Army. Er war zwischen 1939 und 1942 Generalquartiermeister des Heeres (Quartermaster-General to the Forces) und zwischen 1942 und 1946 Generaldirektor der Vertretung des Versorgungsministeriums (Ministry of Supply) in den USA.

## Leben

### Ausbildung und Verwendungen als Offizier sowie Erster Weltkrieg

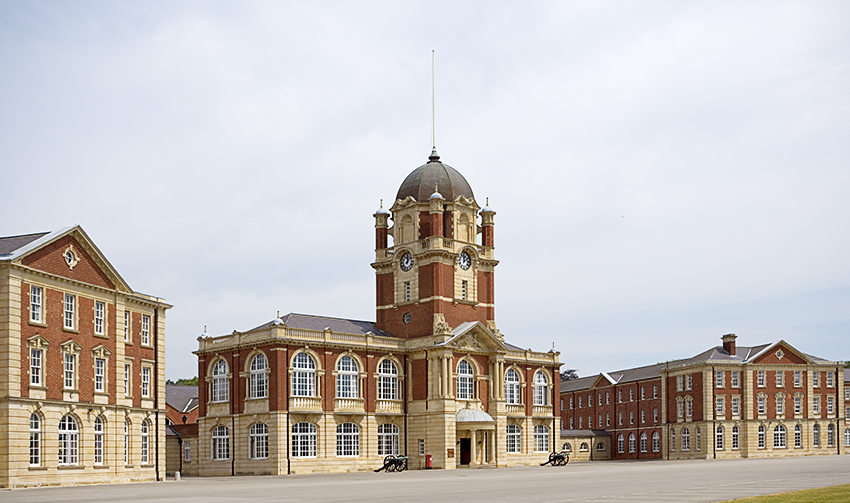
Walter King Venning absolvierte eine Offiziersausbildung am Royal Military College Sandhurst.

Walter King Venning, Sohn des Mitarbeiters der Zivilverwaltung in Ceylon Edward Venning, begann nach dem Besuch des Allhallows College und des Clifton College eine Kadettenausbildung am Royal Military College Sandhurst und wurde nach deren Abschluss am 8. Mai 1901 als Second Lieutenant des Leichten Infanterieregiments Duke of Cornwall’s Light Infantry in die British Army übernommen. Er war zwischen dem 17. September 1907 und dem 24. September 1910 für andere Verwendungen abgeordnet und kehrte daraufhin überplanmäßig zur Duke of Cornwall’s Light Infantry zurück. Er wurde am 26. Oktober 1911 zum Captain befördert und übernahm während des Ersten Weltkrieges am 26. Mai 1915 die Funktion als stellvertretender assistierender Generaladjutant (Deputy Assistant Adjutant-General).
Im weiteren Kriegsverlauf war er nach gleichzeitiger Verleihung des temporären Dienstgrads eines Lieutenant-Colonel vom 1. April 1916 bis zum 7. Februar 1919 Assistierender Generaladjutant im Kriegsministerium (War Office), wobei er am 3. Juni 1917 auch den Brevet-Rang eines Lieutenant-Colonel verliehen bekam. Für seine militärischen Verdienste wurde ihm das Military Cross (MC) und am 3. Juni 1918 die Würde eines Companion des Order of St Michael and St George (CMG) verliehen.

### Zwischenkriegszeit
Nachdem ihm der temporäre Rang eines Colonel verliehen wurde, fungierte Venning vom 3. Februar bis zum 28. Februar 1919 kurzzeitig als stellvertretender Direktor für Personaldienste im Kriegsministerium und gab daraufhin den temporären Dienstgrad zurück. Im Anschluss war er bei erneuter Verleihung des temporären Dienstgrad eines Lieutenant-Colonel zwischen dem 1. März 1919 und 16. Januar 1922 Ausbilder am Staff College Camberley und wurde zudem am 28. März 1919 als Offizier des Ordens der Krone von Italien ausgezeichnet. Am 17. Januar 1922 kehrte er als Assistierender Generaladjutant mit dem temporären Dienstgrad eines Colonel ins Kriegsministerium zurück und hatte diese Funktion bis zum 16. Januar 1927 inne. In dieser Verwendung wurde er am 1. Juli 1922 rückwirkend zum 3. Juni 1922 in den vollen Rang eines Colonel befördert. Für seine Verdienste wurde er 1926 als Commander des Order of the British Empire (CBE) ausgezeichnet und war nach Beendigung seiner Verwendung als Assistierender Generaladjutant vom 17. Januar bis zum 8. April 1927 unter Halbsold vom aktiven Dienst freigestellt.
Anschließend war Venning vom 8. April 1927 bis zum 23. Mai 1929 Assistierender Adjutant und Generalquartiermeister des Aldershot-Kommandos. Nach der Verleihung des temporären Dienstgrades eines Brigadier war er zwischen dem 19. Juni 1929 und dem 30. September 1931 stellvertretender Adjutant und Generalquartiermeister des Heereskommandos Ost (Eastern Command) in Britisch-Indien. Er blieb anschließend in Britisch-Indien und fungierte vom 1. Oktober 1931 bis zum 2. Januar 1934 als Kommandeur der 2. Indischen Brigade (2nd Indian Brigade). In dieser Verwendung wurde er am 1. Oktober 1933 zum Major-General befördert und befand sich nach Beendigung dieses Kommandos zwischen dem 3. Januar und dem 1. April 1934 abermals auf Halbsold. Nach seiner Rückkehr war er im Kriegsministerium zwischen dem 1. April 1934 und dem 31. März 1938 Direktor für Truppenbewegungen und Quartierswesen  (Director of Movements and Quartering) und wurde für seine Verdienste 1935 zum Companion des Order of the Bath (CB) ernannt.

### Aufstieg zum General und Zweiter Weltkrieg
Am 29. Januar 1938 wurde Walter Venning zum Lieutenant-General befördert und bekleidete als Nachfolger von Brigadier Martin Newman Turner vom 29. Juni 1935 bis zu seiner Ablösung durch General Sir Daril Watson am 17. Januar 1947 das Amt des Colonel der Duke of Cornwall’s Light Infantry. Er befand sich vom 1. April bis zum 1. August 1938 erneut auf Halbsold und wurde am 2. Januar 1939 als Knight Commander des Order of the Bath (KCB) nobilitiert, wodurch er fortan das Prädikat „Sir“ führte.
Am 30. Dezember 1938 wurde Venning designierter Generalquartiermeister des Heeres (Quartermaster-General to the Forces) und bekleidete dieses Amt als Nachfolger von General Sir Reginald May vom 2. Februar 1939 bis zu seiner Ablösung durch Sir Thomas Riddell-Webster im August 1942. In dieser Funktion war er verantwortlich für die Bewegung und Einquartierung der Truppen. In dieser Verwendung war er zugleich zwischen Februar 1939 und August 1942 Mitglied des Königlichen Heeresrates (His Majesty’s Army Council).
Sir Walter Venning wurde während des Zweiten Weltkrieges am 1. Juli 1940 zum General befördert und bekleidete vom 25. Oktober 1941 bis zum 1. Februar 1946 das Ehrenamt als Colonel-Commandant des Army Catering Corps. Des Weiteren wurde er am 18. November 1941 Aide-de-camp General von König Georg VI. und bekleidete dieses Amt bis zum 11. September 1942. Am 11. Juni 1942 wurde er zum Knight Grand Cross des Order of the Bath (GCB) erhoben. Im weiteren Kriegsverlauf war er zwischen 1942 und 1946 Generaldirektor der Vertretung des Versorgungsministeriums (Ministry of Supply) in den USA und bekleidete zudem vom 19. Dezember 1942 bis zum 17. Januar 1950 das Ehrenamt als Colonel-Commandant des Royal Electrical and Mechanical Engineers (REME).
Venning heiratete am 24. Januar 1912 Marcia Violet Dorman († 1946), eine Tochter des Generalarztes John Cotter Dorman (1852–1944) und dessen Ehefrau Catherine Louisa Thompson († 1944) sowie ältere Schwester von Brigadier Edward Mungo Dorman (1885–1967).

## Hintergrundliteratur
- Nick Smart: Biographical Dictionary of British Generals of the Second World War. Pen & Sword, Barnesley 2005, ISBN 1-8441-5-0496.